# Канлы Жусип
Канлы Жусип (казахское имя — Жусип Кадирбергенулы; каз. Қаңлы Жүсіп, Жүсіп Қадірбергенұлы) (1873, бывшее село Майлыкум современного Сырдарьинского района Кызылординской области Казахстана — 14 марта 1923, там же) — казахский акын.

## Биография
Жусип Кадирбергенулы родился в 1873 году в селе Майлыкум (в дальнейшем Разъезд 8, ныне не существует) современного Сырдарьинского района Кызылординской области Казахстана. Грамоте учился у аульного муллы Темир-кожи. Исламское образование получил самостоятельно; также самостоятельно изучал русскую культуру.
Работал помощником судьи, переводчиком волостного управителя. Исполнял обязанности секретаря в Теренозекском сельском суде.
За поэтическое творчество получил почётные прозвания «Канлы Жусип» и «Молла Жусип».
Умер 14 марта 1923 года в родном селе.

## Творчество
Канлы Жусип стал известен как мастер айтысов-загадок. Сохранились письменные образцы его айтысов с Карасакал Еримбетом, керейтом Данмурыном, Накыл-кожой, Шакей-салом, Бермаганбетом и др. Состязание с Кете Жусипом продолжался восемь лет.
Помимо айтысов, Канлы Жусип оставил след и в других жанрах поэзии. В толгау «Замана түріне» и «1916 жыл» поэт подвергал резкой критике действия российских властей в Центральной Азии и призывал казахский народ к единству. Поэмы «Оспанбайдың қызы едім, мен Зылиха», «Жүкті қыз» и «Ана мен бала» посвящены проблеме неравенства женщин в традиционном обществе. В кисса и дастанах «Мағрупа қыз», «Мәрді Салық», «Ағайынды үш жігіт», «Әбірһаттың бастан кешкендері», «Түлкі, қасқыр һәм қой» преобладает стилизация под поэзию мусульманского Востока.
Жизнь и творчество акына исследовали Е. Исмаилов, М. Байдильдаев и др.